# Alberto Dodero (Schiff)
Die Alberto Dodero war ein 1951 in Dienst gestelltes Passagierschiff der argentinischen Reederei Compaña Argentina de Navegación Dodero, das unter diesem Namen bis 1969 im Liniendienst verkehrte und anschließend zum Tiertransporter umgebaut wurde. Es blieb als solcher bis 1985 im Einsatz und ging im selben Jahr zum Abbruch nach Kaohsiung.

## Geschichte
Die Alberto Dodero entstand unter der Baunummer 268 in der Werft von De Schelde in Vlissingen und lief am 30. Juni 1951 vom Stapel. Nach der Ablieferung an die Compaña Argentina de Navegación Dodero im Oktober 1951 nahm sie den Liniendienst von Buenos Aires nach Montevideo, Santos, Rio de Janeiro und Vigo nach Amsterdam und Hamburg auf. Sie hatte zwei Schwesterschiffe: Die Yapeyú und die bereits im Jahr ihrer Indienststellung gesunkene Maipú. Namensgeber des Schiffes war der argentinische Unternehmer und Reeder Alberto Dodero, der die Compaña Argentina de Navegación Dodero gegründet hatte und drei Monate vor dem Stapellauf an einem Herzinfarkt starb.
Die Alberto Dodero war vor allem als Auswandererschiff konzipiert: Nur 13 Passagiere konnten in der Ersten Klasse reisen, die restlichen 740 in der Touristenklasse. 1952 reiste der deutsche Unternehmer und spätere Diplomat Wolfgang Roddewig an Bord des Schiffes. Nach der Fusion der Compaña Argentina de Navegación Dodero im Jahr 1962 fuhr es unter Bereederung der Empresa Líneas Marítimas Argentina. 1964 wechselte es die Strecke und fuhr fortan von Buenos Aires nach Genua.
1969 beendete die Alberto Dodero den unrentablen Linienverkehr. Sie kehrte nicht wieder in den Passagierdienst zurück, sondern wurde stattdessen an die Reederei Transportes Oceanicos in Buenos Aires verkauft, in Cormoran umbenannt und zum Tiertransporter umgebaut. 1971 nahm sie den Dienst zwischen dem Persischen Golf und Fremantle auf. In den darauffolgenden Jahres wechselte sie mehrfach den Besitzer, ehe sie 1980 an Ahmed Awad Etawi mit Sitz in Saudi-Arabien ging und den Namen Etaiwi 1 erhielt. Nach weiteren fünf Dienstjahren wurde die Etaiwi 1 1985 in Kaohsiung abgewrackt.